# В одному маленькому місті
«В одному маленькому місті» (груз. «ერთ პატარა ქალაქში») — радянський грузинський художній фільм 1985 року, соціальна драма, створена на кіностудії «Грузія-фільм». Зняв фільм режисер Гіга Лордкіпанідзе за своїм же сценарієм, написаним на основі реальних подій, що мали місце в місті Поті.

## Сюжет
Дія фільму відбувається в одному з південних приморських міст, яке страждає від частих повеней. У будинку першого секретаря міськкому партії зібралися його колеги: начальник будівельного управління, заступник керуючого банком, журналіст, лікар «швидкої допомоги», начальник міліції — словом ті, від яких багато в чому залежить життя міста. І, звичайно, причина збору одна: як уберегти місто від стихійного лиха? Відверта і безстороння розмова, яка досягла драматичного напруження, оголивша позицію і амбіції кожного присутнього. В основі фільму — реальні події, що мали місце в Поті, відомі як «Потійський експеримент», суть якого полягала в створенні централізованого міжвідомчого управління всього господарського життя міста.

## У ролях
- Тристан Квелаїдзе — Арчіл Гварамія, перший секретар міськкому партії
- Кетеван Кікнадзе — Мері, дружина Арчіла
- Мераб Нінідзе — Дато, син Арчіла і Мері
- Георгій Кавтарадзе — Джаніко Кваріані, журналіст
- Гурам Пірцхалава — Віктор Авалішвілі, начальник будтресту
- Георгій Харабадзе — Георгій Лежава, моряк-китобій
- Григорій Цитаїшвілі — Пармен Камкамідзе
- Йосип Гогічайшвілі — Беглар Гаглава, начальник міської міліції
- Тенгіз Чантладзе — Вахтанг Мебуке, лікар
- Гайоз Бухрашвілі — учасник наради
- Іамзе Гватуа — епізод
- Тенгіз Даушвілі — Серго Хавтасі
- Давід Двалішвілі — Гайоз Іремашвілі, начальник порту
- Гіга Джапарідзе — старий
- Бадрі Кобахідзе — Гайоз Девдаріані

## Знімальна група
- Режисер: Гіга Лордкіпанідзе
- Сценаристи: Гіга Лордкіпанідзе, Олександр Чхаїдзе
- Оператор: Абесалом Майсурадзе
- Композитор: Бідзіна Квернадзе
- Художник: Кахабер Хуцишвілі